# Paratrechina opaca
Paratrechina opaca är en myrart som först beskrevs av Carlo Emery 1887.  Paratrechina opaca ingår i släktet Paratrechina och familjen myror.

## Underarter
Arten delas in i följande underarter:
- P. o. metallescens
- P. o. opaca